# Лејк Панорама (Ајова)
Лејк Панорама (енгл. Lake Panorama) насељено је место без административног статуса у америчкој савезној држави Ајова.

## Демографија
По попису из 2010. године број становника је 1.309.
| Група             | 2000.    | 2010.         |
| Белци             | 0 (0,0%) | 1.278 (97,6%) |
| Афроамериканци    | 0 (0,0%) | 0 (0,0%)      |
| Азијати           | 0 (0,0%) | 4 (0,3%)      |
| Хиспаноамериканци | 0 (0,0%) | 21 (1,6%)     |
| Укупно            | 0        | 1.309         |